# Список глав Сан-Томе и Принсипи
Список глав Сан-Томе и Принсипи включает лиц, являвшихся главой государства Сан-Томе и Принсипи после обретения ими независимости в 1975 году.
В настоящее время главой государства Сан-Томе и Принсипи является Президент Республики (порт. Presidente da República). Согласно действующей редакции конституции, президент избирается всенародным голосованием на 5 лет с правом однократного переизбрания. Глава государства является гарантом нормального и непрерывного функционирования государственных органов, национальной независимости и территориальной целостности, следит за сохранением и уважением национального суверенитета как внутри страны, так и за её пределами, является гарантом национального единства. В случае вакантности поста обязанности президента исполняет председатель Национального собрания.
Использованная в первом столбце таблиц нумерация является условной; также условным является использование в первом столбце цветовой заливки, служащей для упрощения восприятия принадлежности лиц к различным политическим силам без необходимости обращения к столбцу, отражающему партийную принадлежность. Наряду с партийной принадлежностью, в столбце «Партия» также отражён беспартийный статус персоналий. В столбце «Выборы» отражены состоявшиеся выборные процедуры или иные основания получения полномочий. Для удобства список дополнен разделом «Обзор», призванным пояснить особенности политической жизни страны.

## Обзор
После победы в апреле 1974 года португальской «революции гвоздик» начались переговоры представителей Движения за освобождение Сан-Томе и Принсипи (МЛСТП) с новым руководством метрополии, которые увенчались в ноябре подписанием в Алжире соглашения о создании переходного правительства, сформированного 21 декабря из 4 представителей МЛСТП и одного представителя Португалии. 7 июля 1975 года были проведены выборы в Национальное собрание, и 12 июля острова официально стали независимым государством — Демократической Республикой Сан-Томе и Принсипи (порт. República Democrática de São Tomé e Príncipe).
Первым президентом страны стал лидер МЛСТП Мануэл Пинту да Кошта. Конституция, вступившая в силу 12 декабря 1975 года, провозгласила абсолютную власть президента и установила однопартийную систему с МЛСТП как единственной политической силой. Правительство взяло курс на некапиталистический путь развития, но экономические реформы осложнились из-за массового отъезда квалифицированных португальских специалистов. В 1979 году должность премьер-министра была упразднена, президент стал также главой правительства. В 1986 году была создана первая демократическая оппозиционная коалиция. Под давлением международных организаций, включая МВФ, в 1987 году начались демократические реформы. Были предложены изменения в конституцию: прямые всеобщие выборы президента и парламента, участие независимых кандидатов. В 1988 году был восстановлен пост премьер-министра. В 1990 году по результатам референдума была принята новая конституция, провозгласившая многопартийную систему. Первые свободные выборы состоялись в 1991 году. Президентом был избран Мигел Тровоада — бывший премьер-министр, ранее находившийся в изгнании.
В 1994 году МЛСТП — СДП вернулась к власти, получив 27 из 55 мест в парламенте. 15 августа 1995 года произошёл военный переворот, в результате которого президент был отстранён от власти, но вскоре, при военном вмешательстве Анголы, был восстановлен на посту. Для предотвращения подобных ситуаций были предприняты меры по реструктуризации Вооружённых сил. В 1996 году на выборах вновь одержал победу Мигел Тровоада. Премьер-министром стал Раул Браганса Нету, который инициировал ряд реформ, включая частичную приватизацию нефтяного сектора. На выборах 1998 года МЛСТП — СДП получила парламентское большинство. В 1999 году новое правительство пообещало борьбу с коррупцией и оживление экономики, что получило поддержку международного сообщества. В 2001 году на президентских выборах победил кандидат от партии Независимое демократическое действие (НДД) Фрадике де Менезеш, пообещавший продолжить реформы. Возникли разногласия между ним и правительством МЛСТП — СДП. Президент уволил премьер-министра Гильерме Посера да Кошту и сформировал новое правительство из представителей НДД и Партии демократической конвергенции — группы отражения. Это вызвало политический кризис и роспуск парламента. В марте 2002 года прошли новые выборы. Президент назначил главой правительства Габриэла да Кошту. В июле 2003 года военные во главе с Фернанду Перейрой на неделю захватили власть, обвинив правительство и президента в коррупции; вскоре стороны достигли соглашения, по которому Менезеш был восстановлен в должности, оставаясь на посту президента до 2011 года, когда его сменил Мануэл Пинту да Кошта.

## Список
|           | Портрет                                                   | Имя (годы жизни)                                                                                 | Полномочия      | Полномочия      | Партия | Выборы      | Наименование должности                                                                                   | Пр.           |
| Начало    | Портрет                                                   | Имя (годы жизни)                                                                                 | Окончание       |                 | Партия | Выборы      | Наименование должности                                                                                   | Пр.           |
| --------- | --------------------------------------------------------- | ------------------------------------------------------------------------------------------------ | --------------- | --------------- | --- | ----------- | --- | ------------- |
| 1 (I—III) |                                                           | Мануэл ду Эспириту Санту Пинту да Кошта (1937—) порт. Manuel do Espírito Santo Pinto da Costa    | 12 июля 1975    | 4 марта 1991    | Движение за освобождение Сан-Томе и Принсипи → Движение за освобождение Сан-Томе и Принсипи / Социал-демократическая партия | 1975        | Президент Республики порт. Presidente da República                                                       | [ 5 ] [ 6 ]   |
| 1 (I—III) | 1980                                                      | Мануэл ду Эспириту Санту Пинту да Кошта (1937—) порт. Manuel do Espírito Santo Pinto da Costa    | 12 июля 1975    | 4 марта 1991    | Движение за освобождение Сан-Томе и Принсипи → Движение за освобождение Сан-Томе и Принсипи / Социал-демократическая партия |             | Президент Республики порт. Presidente da República                                                       | [ 5 ] [ 6 ]   |
| 1 (I—III) | 1985                                                      | Мануэл ду Эспириту Санту Пинту да Кошта (1937—) порт. Manuel do Espírito Santo Pinto da Costa    | 12 июля 1975    | 4 марта 1991    | Движение за освобождение Сан-Томе и Принсипи → Движение за освобождение Сан-Томе и Принсипи / Социал-демократическая партия |             | Президент Республики порт. Presidente da República                                                       | [ 5 ] [ 6 ]   |
| и. о.     |                                                           | Леонел Мариу д’Алва (1935—) порт. Leonel Mário d'Alva                                            | 4 марта 1991    | 3 апреля 1991   | Движение за освобождение Сан-Томе и Принсипи → Движение за освобождение Сан-Томе и Принсипи / Социал-демократическая партия | [ комм. 2 ] | Исполняющий обязанности Президента Республики порт. Presidente da República interino                     | [ 7 ]         |
| 2 (I)     |                                                           | Мигел душ Анжуш да Кунья Лижбоа Тровоада (1936—) порт. Miguel dos Anjos da Cunha Lisboa Trovoada | 3 апреля 1991   | 15 августа 1995 | беспартийный | 1991        | Президент Республики порт. Presidente da República                                                       | [ 8 ] [ 9 ]   |
|           | Независимое демократическое действие                      | Мигел душ Анжуш да Кунья Лижбоа Тровоада (1936—) порт. Miguel dos Anjos da Cunha Lisboa Trovoada | 3 апреля 1991   | 15 августа 1995 | | 1991        | Президент Республики порт. Presidente da República                                                       | [ 8 ] [ 9 ]   |
| —         |                                                           | Мануэл Кинташ де Алмейда (1957—2006) порт. Manuel Quintas de Almeida                             | 15 августа 1995 | 21 августа 1995 | военный | [ комм. 5 ] | Председатель Хунты национального спасения порт. Presidente da Junta de Salvação Nacional                 | [ 10 ]        |
| 2 (I—II)  |                                                           | Мигел душ Анжуш да Кунья Лижбоа Тровоада (1936—) порт. Miguel dos Anjos da Cunha Lisboa Trovoada | 21 августа 1995 | 3 сентября 1996 | Независимое демократическое действие                                                                                        | [ комм. 7 ] | Президент Республики порт. Presidente da República                                                       | [ 8 ] [ 11 ]  |
| 2 (I—II)  | 3 сентября 1996                                           | Мигел душ Анжуш да Кунья Лижбоа Тровоада (1936—) порт. Miguel dos Anjos da Cunha Lisboa Trovoada | 3 сентября 2001 | 1996            | Независимое демократическое действие                                                                                        |             | Президент Республики порт. Presidente da República                                                       | [ 8 ] [ 11 ]  |
| 3 (I)     |                                                           | Фрадике Бандейра Мелу де Менезеш (1942—) порт. Fradique Bandeira Melo de Menezes                 | 3 сентября 2001 | 16 июля 2003    | Независимое демократическое действие                                                                                        | 2001        | Президент Республики порт. Presidente da República                                                       | [ 12 ] [ 13 ] |
|           | Демократическое движение сил перемен — Либеральная партия | Фрадике Бандейра Мелу де Менезеш (1942—) порт. Fradique Bandeira Melo de Menezes                 | 3 сентября 2001 | 16 июля 2003    | | 2001        | Президент Республики порт. Presidente da República                                                       | [ 12 ] [ 13 ] |
| —         |                                                           | Фернанду Перейра (1963—) порт. Fernando Pereira                                                  | 16 июля 2003    | 23 июля 2003    | военный | [ комм. 5 ] | Председатель Военной хунты национального спасения порт. Presidente da Junta Militar de Salvação Nacional | [ 14 ]        |
| 3 (I—II)  |                                                           | Фрадике Бандейра Мелу де Менезеш (1942—) порт. Fradique Bandeira Melo de Menezes                 | 23 июля 2003    | 3 сентября 2006 | Демократическое движение сил перемен — Либеральная партия                                                                   | [ комм. 7 ] | Президент Республики порт. Presidente da República                                                       | [ 12 ] [ 13 ] |
| 3 (I—II)  | 3 сентября 2006                                           | Фрадике Бандейра Мелу де Менезеш (1942—) порт. Fradique Bandeira Melo de Menezes                 | 3 сентября 2011 | 2006            | Демократическое движение сил перемен — Либеральная партия                                                                   |             | Президент Республики порт. Presidente da República                                                       | [ 12 ] [ 13 ] |
| 1 (IV)    |                                                           | Мануэл ду Эспириту Санту Пинту да Кошта (1937—) порт. Manuel do Espírito Santo Pinto da Costa    | 3 сентября 2011 | 3 сентября 2016 | беспартийный | 2011        | Президент Республики порт. Presidente da República                                                       | [ 5 ] [ 15 ]  |
| 4         |                                                           | Эваришту ду Эспириту Санту Карвалью (1941—2022) порт. Evaristo do Espírito Santo Carvalho        | 3 сентября 2016 | 2 октября 2021  | Независимое демократическое действие                                                                                        | 2016        | Президент Республики порт. Presidente da República                                                       | [ 16 ] [ 17 ] |
| 5         |                                                           | Карлуш Мануэл Вила-Нова (1959—) порт. Carlos Manuel Vila Nova                                    | 2 октября 2021  | действующий     | Независимое демократическое действие                                                                                        | 2021        | Президент Республики порт. Presidente da República                                                       | [ 18 ] [ 19 ] |